# Focke-Wulf Fw 200 Kondor
Focke-Wulf Fw 200 s kodnim imenom Kondor, pri zaveznikih znan tudi kot "Kurier" je bilo predvojno nemško štirimotorno potniško letalo, kasneje predelano v izvidniško letalo in daljinski bombnik druge svetovne vojne.
Condor je nekaj časa uspešno potapljal trgovske ladje zaveznikov. Britanci so v odgovor razvili CAM ladje, ki so lansirala lovska letala s pomočjo katapulta.
Razvoj Fw 200 se je začel, ko je Kurt Tank predlagal nemški Lufthansi potniško letalo za lete med Evropo in ZDA. V tem času so se za dolge lete uporabljale vodna letala - natančneje leteče ladje. Fw 200 naj bi potovoval na višini okrog 10000 čevljev, največji višini, kjer še ni potrebna presurizacija kabine. Do prihoda Boeing 307 leta 1940 in Douglas DC-4 leta 1942 je bil Kondor eno izmed najbolj modernih letal. 

## Izpeljanke
Fw 200 V1
Prvi prototip
Fw 200 V10
Vojaški prototip
Fw 200 A-0
Predprodukcijska serija
Fw 200 B-1
Transportno letalo, opremljeno s štirimi motorji BMW 132Dc
Fw 200 B-2
Transportno letalo, opremljeno s štirimi motorji BMW 132H
Fw 200 C-0
Predprodukcijska serija 10 letal z ojačano konstrukcijo. Prvi štirje so bili izdelani kot transportna letala, šest pa je bilo oboroženih
Fw 200 C-1
Prva vojaška produkcijska verzija z motorji BMW 132H, podaljšanim transportnim prostorom, povečano oborožitvijo ter prostorom za štiri 250 kg bombe
Fw 200 C-2
Podobno letalo kot C-1, s spremenjeno konstrukcijo ogrodja zunanjih motorjev ter nosilcem za 250 kg bombo ali dodatne odvržljive rezervoar je za gorivo kapacitete 300 litrov
Fw 200 C-3
Letalo z ojačano konstrukcijo, opremljeno z motorji Bramo 323 R-2
Fw 200 C-3/U1
Povečana defenzivna oborožitev, dodatno nameščen top 15 mm MG 151 v podtrupni kupoli. 20 mm top MG FF je zamenjal top 20 mm MG 151/20
Fw 200 C-3/U2
Opremljen z originalno kupolo ter zamenjan top MG 151/20 s topom 13 mm MG 131. Opremljen z namerilno bombardirsko napravo Lotfe 7D
Fw 200 C-3/U3
Opremljen z dvema dodatnima 13 mm MG 131
Fw 200 C-3/U4
Mitraljezi 7,92 mm MG 15 zamenjani s topovi 13 mm MG 131 ter prostorom za dodatnega strelca
Fw 200 C-4
Podoben C-3, opremljen z radarjem FuG Rostock, kasnejši modeli pa z radarjem FuG 200 Hohentwiel
Fw 200 C-4/U1
Hitro transportno letalo, namenjeno prevozu Himmlerja in Hitlerja. Izdelan en primerek.
Fw 200 C-4/U2
Hitro transportno letalo. Izdelan en primerek.
Fw 200 C-6
Letalo, predelano za transport raket Henschel Hs 293.
Fw 200 C-8
Opremljeno z opremo za nadzor in vodenje raket Hs 293, FuG 203b Kehl III.
Fw 200 S-1
Ime za Fw 200 V1, ki je letelo iz Berlina v Tokio.